# St. Antonius von Padua (Rastpfuhl)

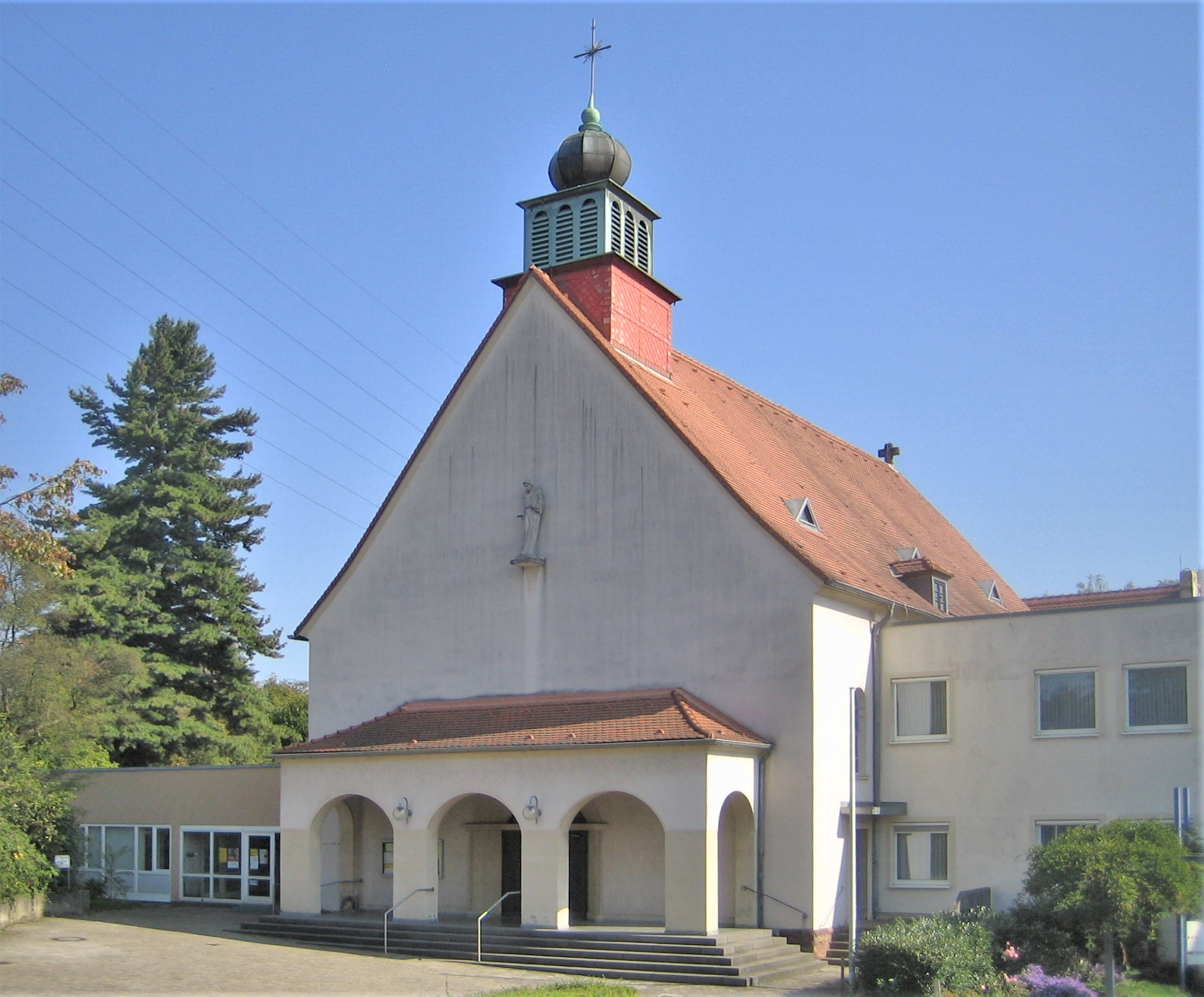
Ehemalige Klosterkirche St. Antonius von Padua, Malstatt-Rastpfuhl

Die katholische Kirche St. Antonius von Padua ist ein Kirchengebäude der seit dem 1. Januar 2006 vereinigten drei Pfarreien (St. Antonius, St. Paulus und St. Josef) im oberen und unteren Malstatt in der Seelsorgeeinheit St. Josef (Saarbrücken) im Dekanat Saarbrücken des Bistums Trier und steht im Saarbrücker Stadtteil Malstatt auf dem Rastpfuhl. Sie trägt das Patrozinium des heiligen Antonius von Padua.

## Geschichte

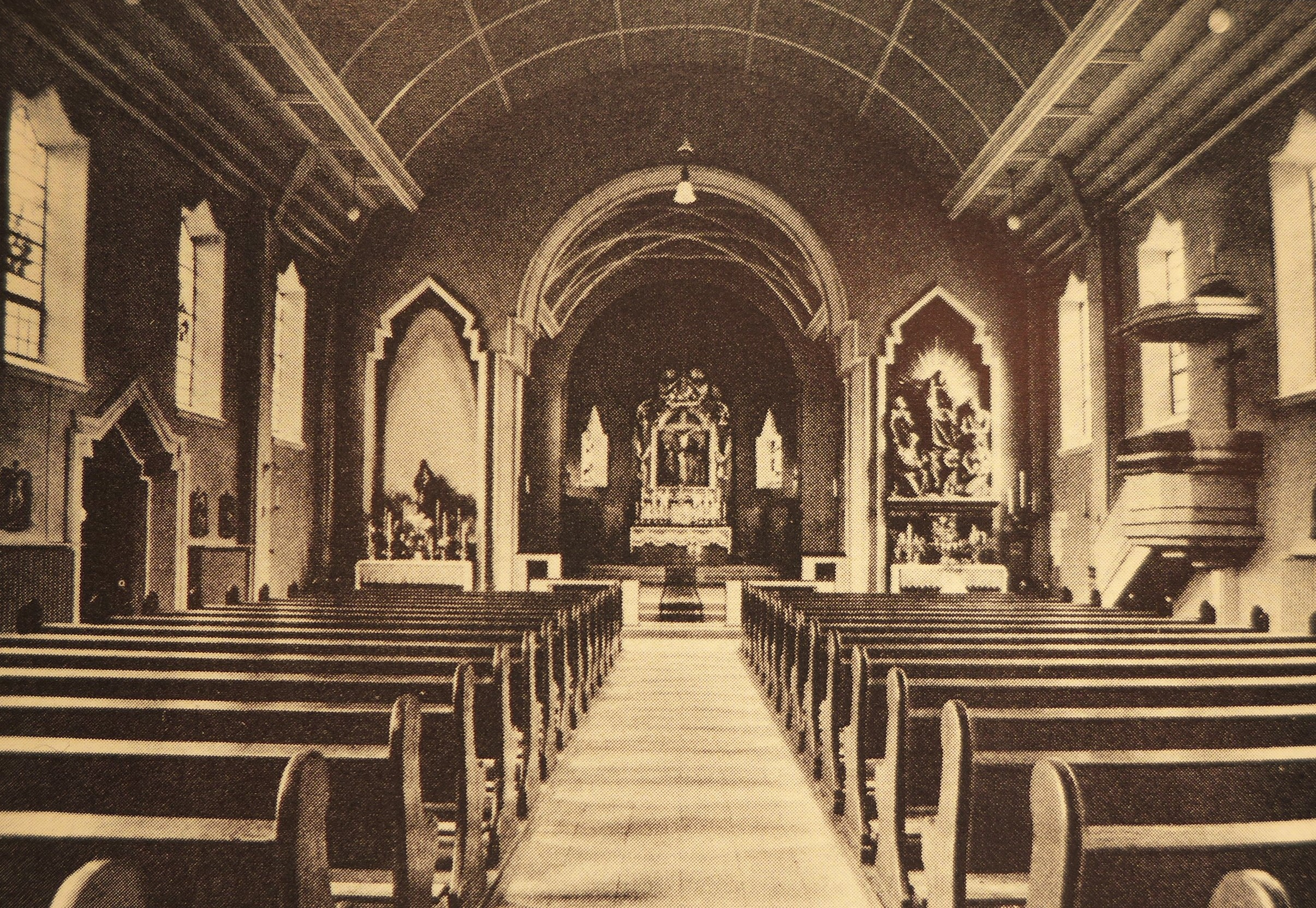
St. Antonius von Padua (Rastpfuhl), Innenraum in der ursprünglichen expressionistischen Gestaltung; Marienaltar (links), Hochaltar mit Kreuzigungsszene in der Apsis, Antonius-von-Padua-Altar (rechts)

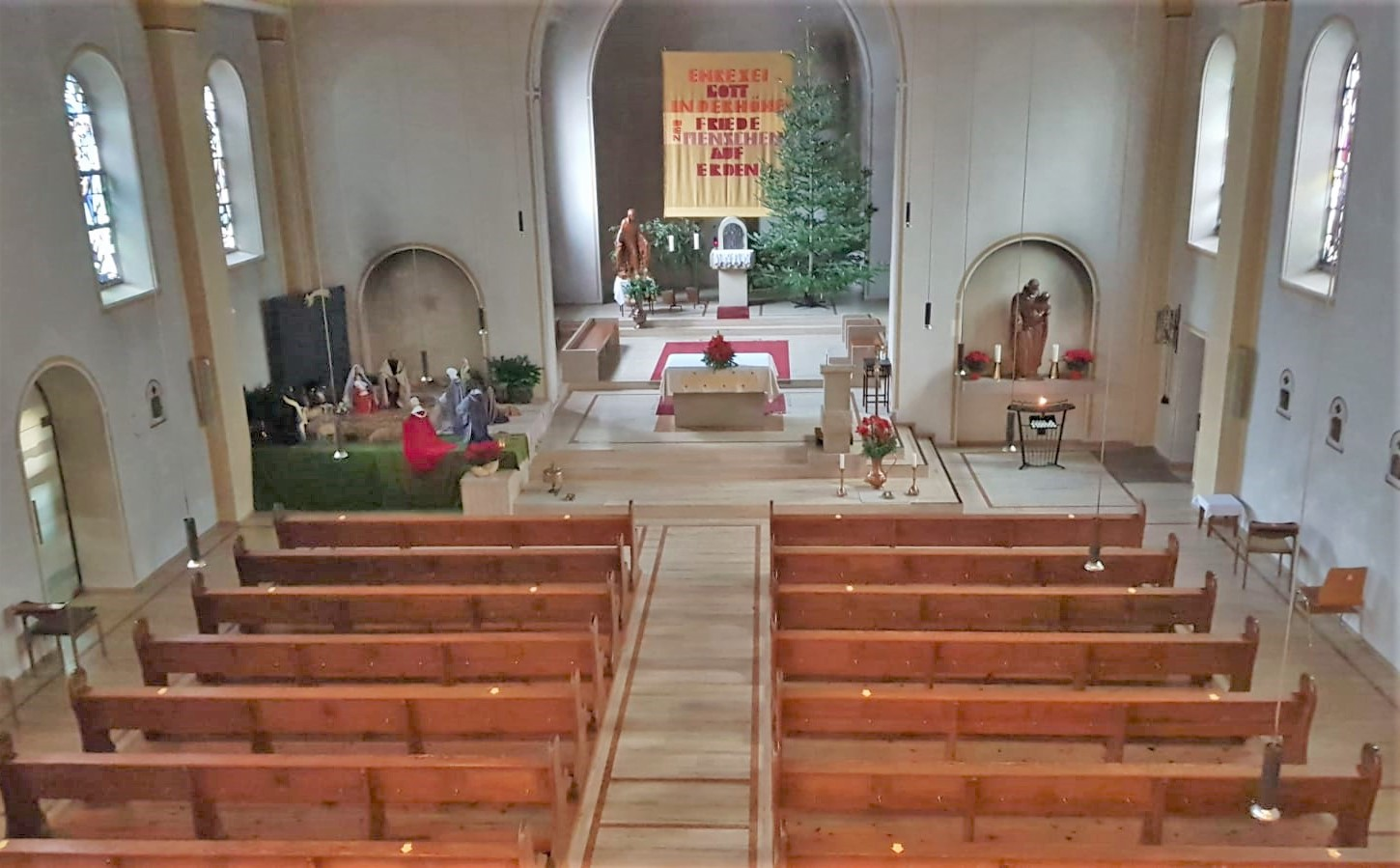
Innenraum heute

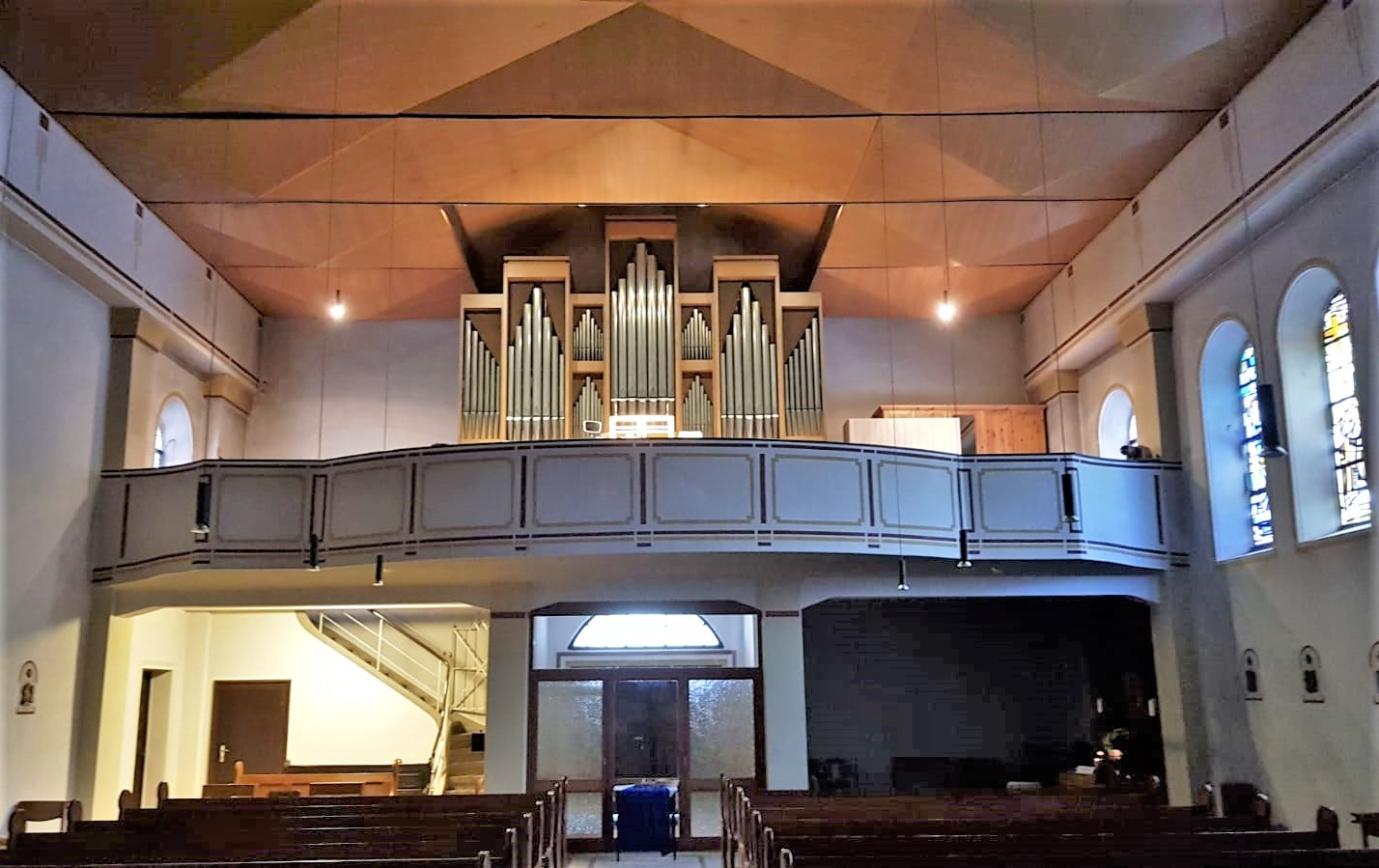
Blick zur Orgelempore

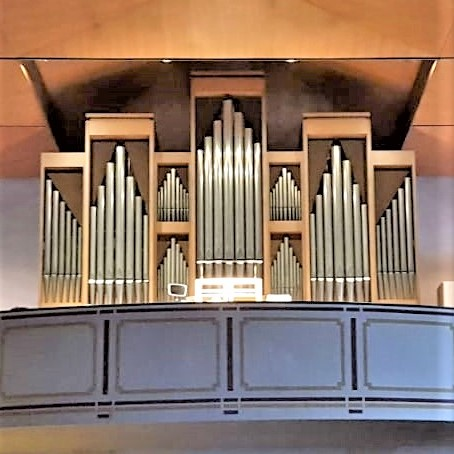
Mayer-Orgel

Im Jahre 1920 kaufte der Franziskanerorden am damaligen Ortsende des oberen Malstatt das Haus Rastpfuhl 12. Am 21. April 1929 wurde mit dem Bau der heutigen Kirche St. Antonius von Padua und der Klostergebäude begonnen. Die Pläne stammten von dem Saarbrücker Architekten Moritz Gombert. Die feierliche Grundsteinlegung fand am 9. Juni 1929 statt, die Einweihung der Kirche am 15. Dezember 1929. Der Klosterbau musste wegen Geldmangels längere Zeit unterbrochen werden und konnte erst im Jahr 1930 fertiggestellt werden.
Der Trierer Bischof Franz Rudolf Bornewasser errichtete den Seelsorgebezirk St. Antonius ohne eigene Vermögensverwaltung in Abhängigkeit von der Mutterpfarrei St. Josef in Malstatt. Einem Mitglied des Klosters vertraute er die Seelsorge der jungen Gemeinde auf dem Rastpfuhl an. Nach Kriegsschäden und veränderndem Wiederaufbau wurde im Jahr 1953 ein Pfarrheim mit Kindergarten in der Lebacher Straße gebaut. Im Jahr 1954 wurde St. Antonius offiziell von einer Vikarie zur Pfarrei erhoben. Die Franziskaner verkauften im Jahr 1965 die Klosterkirche und das Kloster dem Bistum Trier bzw. der Kirchengemeinde und errichteten im nahegelegenen Rhönweg, eine franziskanische Bildungsstätte. Die Pfarrgemeinde eröffnet einen Kindergarten und ein Pfarrbüro. Das Pfarrheim mit Kindergarten in der Lebacher Straße wurde im Jahr 1981 an die Caritas vermietet und im Jahr 1997 verkauft. Daraufhin wurden am früheren Klostergebäude umfangreiche Umbaumaßnahmen eingeleitet und die Katholische Fachhochschule für Soziale Arbeit begann hier ihre Tätigkeit. Die Fachhochschule wurde im Jahr 2008 geschlossen. Der Studiengang wurde an die Hochschule für Technik und Wirtschaft (HTW) Saarbrücken verlagert.
Im Jahr 1999 gab der Franziskanerorden seine Bildungsstätte im Rhönweg auf und beendete seine seelsorgerische Tätigkeit in Saarbrücken. Im Jahr 2002 errichtet die Pfarrei mit dem Umbau von Pfarrbüro und Pfarrräumen eine neue Begegnungsstätte für die Gemeinde auf dem Malstätter Rastpfuhl.

## Architektur
Die Kirche wurde im Stil des Abstraktions-Historismus errichtet. Die ursprünglichen kristallinen expressionistischen Formen der Fenster, Portale und großformatigen Altaraufbauten wurden nach schweren Beschädigungen im Zweiten Weltkrieg durch Rundbogenformen ersetzt. Das Tonnengewölbe ersetzte man durch eine flache Holzdecke. In den Jahren 1970 bis 1971 wurde die Kirche restauriert und der Altarraum umgebaut. Im Jahr 1984 wurde eine Restaurierung des Innenraumes durchgeführt.

## Ausstattung
- Der St. Wendeler Bildhauer  Heinz Heuer schuf im Jahr 1929 die St.-Antonius-Statue an der Kirchenfassade. Sie befand sich ursprünglich über einem Rundfenster an der Kirchenfassade. Nach der Vermauerung des Rundfensters in der Phase des Wiederaufbaues wurde die Statue etwas tiefer als zuvor wieder angebracht.
- Der Trierer Bildhauer Anton Nagel schuf im Jahr 1939 eine Schutzmantelmadonna.
- Der aus Merzig-Bietzen stammende Bildhauer Paul Schneider schuf im Jahr 1952 einen Taufstein mit Symbolen der 4 Evangelisten.
- Der Glasmaler Émile Probst entwarf in den Jahren 1955–1956 einen Fensterzyklus mit 11 Fenster, die  franziskanische Heilige darstellen: Das Rosenwunder der hl. Elisabeth von Thüringen, Die Stigmatisation des hl. Franziskus von Assisi, König Ludwig der Heilige in Verehrung der Dornenkrone Jesu, Die hl. Klara von Assisi tritt bei einem Überfall der Sarazenen im Jahre 1240 diesen mit der Monstranz entgegen, der hl. Kirchenlehrer Bonaventura als Theologe am Schreibpult, Maria Immaculata mit dem Jesuskind, Johannes Duns Scotus in Anbetung der Gottesmutter, der hl. Antonius von Padua mit dem Jesuskind, Franziskus von Assisi predigt den Vögeln, Antonius von Padua hilft den Armen, Antonius von Padua predigt in Rimini den Fischen, da sein Versuch, den Stadtbewohnern eine Predigt gegen die Lehren der Katharer darzubieten, fehlgeschlagen war.
- Der Düsseldorf Bildhauer Otto Brissmann schuf im Jahr 1956 eine Antonius-Statue.
- Josef Höttges (Mönchengladbach) schuf im Jahr 1958 Kreuzwegstationen in Linolschnitttechnik.
- Der aus Colmar im Elsass stammende Bildhauer Albert Erny schuf im Jahr 1961 den Hauptaltar mit Kreuz.
- Die Weihnachtsaltartücher schuf im Jahr 1976 die Textil-Künstlerin Dorothea Zech (Heusweiler).
- Der Trierer Künstler Willi Hahn schuf im Jahr 1984 die Altarplatte mit Fries sowie den Ambo, mit einer Inschrift aus Hiob 4,12: „Zu mir hat sich ein Wort gestohlen, geflüstert hat es mein Ohr erreicht“. Im Jahr 1988 fertigte er ebenfalls das Tabernakel.
- Das Antoniusreliquiar stammt aus dem Jahr 1929.
- Das Gemälde „Maria Hilf“ im Eingangsbereich wurde im Jahr 1931 gefertigt.
- Das Holzportal stammt aus dem Jahr 1929.
- Die Hungertücher wurden im Jahr 1975 gefertigt.
- Das Altartuch stammt aus dem Jahr 1978, das Amboantependium aus dem Jahr 1979.
- Im Jahr 1984 wurden neue Kreuzwegstationen aus Bronze und eine neue Kreuzigungsgruppe aus Holz angefertigt.
- Die Franziskuskapelle dient als Werktagskirche.[6][7]

## Geläut
In der Glockenstube des Dachreitertürmchens befindet sich eine Bronze-Glocke mit der Disposition d". Sie wurde im Jahr 1929 von der Saarburger Glockengießerei Mabilon gegossen und ist dem heiligen Franz von Assisi geweiht. Das Gewicht der Glocke beträgt 190 kg und der Durchmesser weist 67 cm auf. Die ebenfalls im Jahr 1929 gegossene Antonius-Glocke wurde im Jahr 1940 abgenommen und zu Kriegszwecken eingeschmolzen. Die Glocke verfügt über ein Schlagwerk.